# Resolució 2341 del Consell de Seguretat de les Nacions Unides
La Resolució 2241 del Consell de Seguretat de les Nacions Unides fou adoptada per unanimitat el 13 de febrer de 2017. El Consell va demanar als països que asseguressin la seva infraestructura crítica i que estiguessin preparats per atacs terroristes contra aquestes infraestructures. A això va seguir un debat sobre una millor cooperació internacional i intercanvi d'informació per aconseguir-ho.
El vicepresident general de l'Organització per la Prohibició de les Armes Químiques, Hamid Ali Rao, es va referir a l'atac d'Estat Islàmic a una planta química propera a Mosul el 2016 per il·lustrar el perill. Molts països van reconèixer la importància de la cooperació pública i privada i l'intercanvi de coneixements entre països.

## Contingut
El 2006, l'Assemblea General va aprovar l'estratègia de les Nacions Unides contra el terrorisme. Una part d'això era evitar que els terroristes obtinguessin els recursos necessaris per dur a terme els seus atacs. Això inclou la seguretat d'infraestructures vulnerables i llocs públics. Cada país determinava el que pertanyia a la seva infraestructura crítica -inclosos ponts, línies elèctriques, aeroports i centrals nuclears- i com es podrien assegurar millor. La major dependència externa dels països en les infraestructures, per exemple, en la producció d'energia, comportava nous riscos. Per tant, era important cooperar bé amb les empreses privades implicades i d'altres.